# Língua adonara
O adonara é uma língua malaio-polinésia central falada nas ilhas de Adonara e Solor e no leste da ilha de Flores, na Indonésia.

## Falantes
No ano de 2008 existiam 98 mil pessoas falantes da língua adonara.

## Dialetos
O adonara divide-se em três dialetos, o do oeste da ilha de Adonara, o do leste de Adonara e o da ilha de Solor.